# Мурахолюб рудочеревий
Мурахолю́б рудочеревий (Terenura sicki) — вид горобцеподібних птахів родини сорокушових (Thamnophilidae). Ендемік Бразилії.

## Опис
Довжина птаха становить 9,5-10,5 см, вага 6,5-7 г. Виду притаманний статевий диморфізм. У самців верхня частина голови, шия і задня частина спини чорні, поцятковані білими смугами. Решта верхньої частини тіла чорна, легко поцяткована білими смужками, на плечах білі плями. Крила чорні з білими краями, покривні пера поцятковані білими плямками, стернові пера чорнуваті. Горло і решта нижньої частини тіла біла. У самиць спина і надхвістя іржасті, голова смугаста, попелясто-чорна, нижня частина тіла руда, горло і верхня частина грудей охристі, груди з боків смугасті. Дзьоб довгий, прямий, сірий.

## Поширення і екологія
Рудочереві мурахолюби мешкають на північному сході Бразилії, в штатах Алагоас і Пернамбуку. Вони живуть у верхньому ярусі вологих атлантичних лісів, переважно на висоті від 400 до 700 м над рівнем моря. Зустрічаються парами, часто приєднуються до змішаних зграй птахів. Живляться безхребетними, зокрема жуками і тарганами. Сезон розмноження триває з жовтня по березень.

## Збереження
МСОП класифікує цей вид як такий, що перебуває на межі зникнення. За оцінками дослідників, популяція рудочеревих мурахолюбів становить від 50 до 250 птахів. Їм загрожує знищення природного середовища.